# Sven Palmgren
Sven Palmgren (i riksdagen kallad Palmgren i Eskilstuna), född 30 augusti 1821 i Nässjö församling, Jönköpings län, död 29 september 1880 i Eskilstuna stadsförsamling, Södermanlands län, var en svensk fabrikör och politiker.
Palmgren var ledamot av riksdagens andra kammare 1867, invald i Eskilstuna och Strängnäs valkrets i Södermanlands län.